# مانوئل تیشیرا گومز
مانوئل تیشیرا گومز (انگلیسی: Manuel Teixeira Gomes؛ ۲۷ مهٔ ۱۸۶۰ – ۱۸ اکتبر ۱۹۴۱) یک سیاست‌مدار، دیپلمات و نویسنده اهل پرتغال بود.